# Warsow (település)
Warsow település Németországban, Mecklenburg-Elő-Pomeránia tartományban. Lakosainak száma 667 fő (2023. december 31.). Warsow Schossin községgel határos.

## Népesség
A település népességének változása:
| Lakosok száma | 650  | 654  | 663  | 660  | 667  |
|               | 2017 | 2019 | 2021 | 2022 | 2023 |